# جروتافيراتا
جروتافيراتا، (النطق الإيطالي جروتافيراتا) هي مدينة صغيرة ومشترك في مدينة العاصمة روما، وتقع على المنحدرات السفلى من البان هيلز على 20 كيلومتر (12 ميل) إلى الجنوب الشرقي من روما. نشأ حول دير سانتا ماريا دي جروتافيراتا، الذي تأسس عام 1004. تشمل البلديات المجاورة فراسكاتي وروكا دي بابا ومارينو وروما.

## التاريخ
يتطابق تاريخ غروتافيراتا إلى حد كبير مع تاريخ دير سانتا ماريا الباسيلي، الذي تأسس هنا عام 1004 على يد القديس نيلوس الأصغر. تروي الأسطورة التأسيسية أنه في المكان الذي يقف فيه الدير الآن ظهرت السيدة العذراء وأمرته بالعثور على كنيسة على شرفها.
من غريغوري، كونت توسكولوم القوي، والد البابا بنديكت الثامن ويوحنا التاسع عشر، حصل نيلوس على الموقع، الذي كان عبارة عن فيلا رومانية، حيث بقي بين الأنقاض صرح منخفض من أوبوس كوادراتوم الذي كان نصبًا قبرًا ولكنه كان يحتوي على تحولت إلى مصلى مسيحي في القرن الرابع. أعطت قضبان النافذة الحديدية اسم الموقع، أولاً كريبتوفيراتا ثم جروتافيراتا، الذي تم إحياء ذكرى في شعار النبالة الخاص بالبلدية. من الموقع، جذبت برونز روماني لرجل وبقرة الانتباه الأثري لفريدريك الثاني، الإمبراطور الروماني المقدس، الذي نقل المجموعة إلى لوسيرا.
توفي نيلوس بعد ذلك بقليل (26 ديسمبر 1005) في دير سانت أجاتا في توسكولوم. تم تنفيذ المبنى الرهباني من قبل خلفائه، وخاصة رئيس الدير الرابع، القديس بارثولوميو، الذي يعتبر عادة المؤسس الثاني. تم دمج مواد البناء التي تم جمعها من الفيلا المدمرة في الهيكل الجديد، والأعمدة الرخامية، وأقسام من الكورنيش المنحوت، وكتل من الحجر البركاني المسمى بيبرينو . كان الحرم مكتملًا بما يكفي في عام 1024 لتكريسه من قبل البابا توسكولان يوحنا التاسع عشر.
جذبت سمعة الرهبان العالية الكثير من الهدايا؛ بقيت فسيفساء من القرنين الحادي عشر والثالث عشر، ولكن من المجموعة الطموحة لترصيع كوزماتيسك، لم يتبق سوى رصف الحجر متعدد الألوان. كانت ممتلكات الدير في الأراضي عديدة وواسعة الانتشار، وفي عام 1131 قام الملك روجر الثاني ملك صقلية بتعيين رئيس دير روسانو بارون بإقطاعية واسعة النطاق. بين القرنين الثاني عشر والخامس عشر عانى الدير من الصراع المستمر بين الفصائل المتحاربة: الرومان والتوسكولان، الغويلف والغيبيليني، الباباوات والمضادات، كولونا وأورسيني. من 1163 حتى تدمير توسكولوم في عام 1191، والجزء الأكبر من المجتمع الرهباني جأوا في تبعية للدير، والبروتسينوبيوم بنيدكت سوبياكو.
في منتصف القرن الثالث عشر، جعل الإمبراطور فريدريك الثاني من الدير مقراً له أثناء حصار روما، بينما احتجزه مرتزقة بريتون وجاسكون في عام 1378 لصالح البابا كليمنت السابع. شهد القرن الخامس عشر احتدام العداوات الدموية بين كولونا وأورسيني حول الجدران. وفقًا لعالم الإنسانية أمبروجيو ترافيرساري، كان مظهر الدير في عام 1432 بمثابة ثكنة وليس ديرًا.
في عام 1462 بدأ خط من رؤساء الدير غير المقيمين في الثناء ، وعددهم خمسة عشر، وكان جميعهم ماعدا واحد من الكرادلة. كان الأكثر تميزًا هو بيساريون اليوناني، جوليو ديلا روفيري (بعد ذلك يوليوس الثاني)، وآخر السلالة، الكاردينال كونسالفي، وزير خارجية بيوس السابع. زاد الكاردينال بيساريون، وهو نفسه راهبًا باسيليًا، من المجتمع الهزيل والفقير وأعاد الكنيسة. قام الكاردينال جوليو ديلا روفر، لدوافع أكثر أنانية، بتشييد القلعة وأحاط الدير بأكمله بالتحصينات المهيبة التي لا تزال قائمة. استبدل الكاردينال أليساندرو فارنيزي السقف. تم تكليف جيان لورنزو بيرنيني من قبل الكاردينال فرانشيسكو باربيريني لتوفير المذبح العالي، الذي اكتمل في عام 1665.
حتى عام 1608 كان المجتمع يحكمه كهنة يعتمدون على رئيس الدير في الثناء، ولكن في ذلك العام أصبح غروتافراتا عضوًا في الجماعة الباسيليّة التي أسسها غريغوري الثالث عشر. تم فصل عائدات المجتمع عن تلك الخاصة برؤساء الدير، وتم تعيين أول رئيس من سلسلة من رؤساء الأديرة المنتظمين كل ثلاث سنوات. نجا نظام الثلاث سنوات من قمع الثناء واستمر حتى نهاية القرن التاسع عشر، مع استراحة واحدة من عام 1834 إلى عام 1870، عندما تم تعيين الكهنة من قبل الكرسي الرسولي. في عام 1901، دخلت دساتير جديدة حيز التنفيذ وتم تنصيب أرسينيو بيليجريني كأول رئيس دائم للدير منذ 1462.
الطقوس اليونانية التي أحضرها القديس نيلوس إلى غروتافراتا فقدت طابعها الأصلي بحلول نهاية القرن الثاني عشر، ولكن تم ترميمها بأمر من ليو الثالث عشر في عام 1881. لطالما كان الدير الباسيلي موطنًا لتعلم اللغة اليونانية، واليونانية ازدهرت الترانيم هناك بعد فترة طويلة من زوال الفن داخل الإمبراطورية البيزنطية. تم إحياء الدراسات الرهبانية في عهد الكاردينال بيساريون ومرة أخرى في عام 1608.
في 11 أغسطس 1901، وصلت أول كهرباء إلى جروتافيراتا من محطة الطاقة الكهرومائية في جنوب بارثولوميو خريف.
في عام 1937، أصبح الدير ديرًا إقليميًا للكنيسة الكاثوليكية الإيطالية الألبانية.

## المعالم السياحية الرئيسية

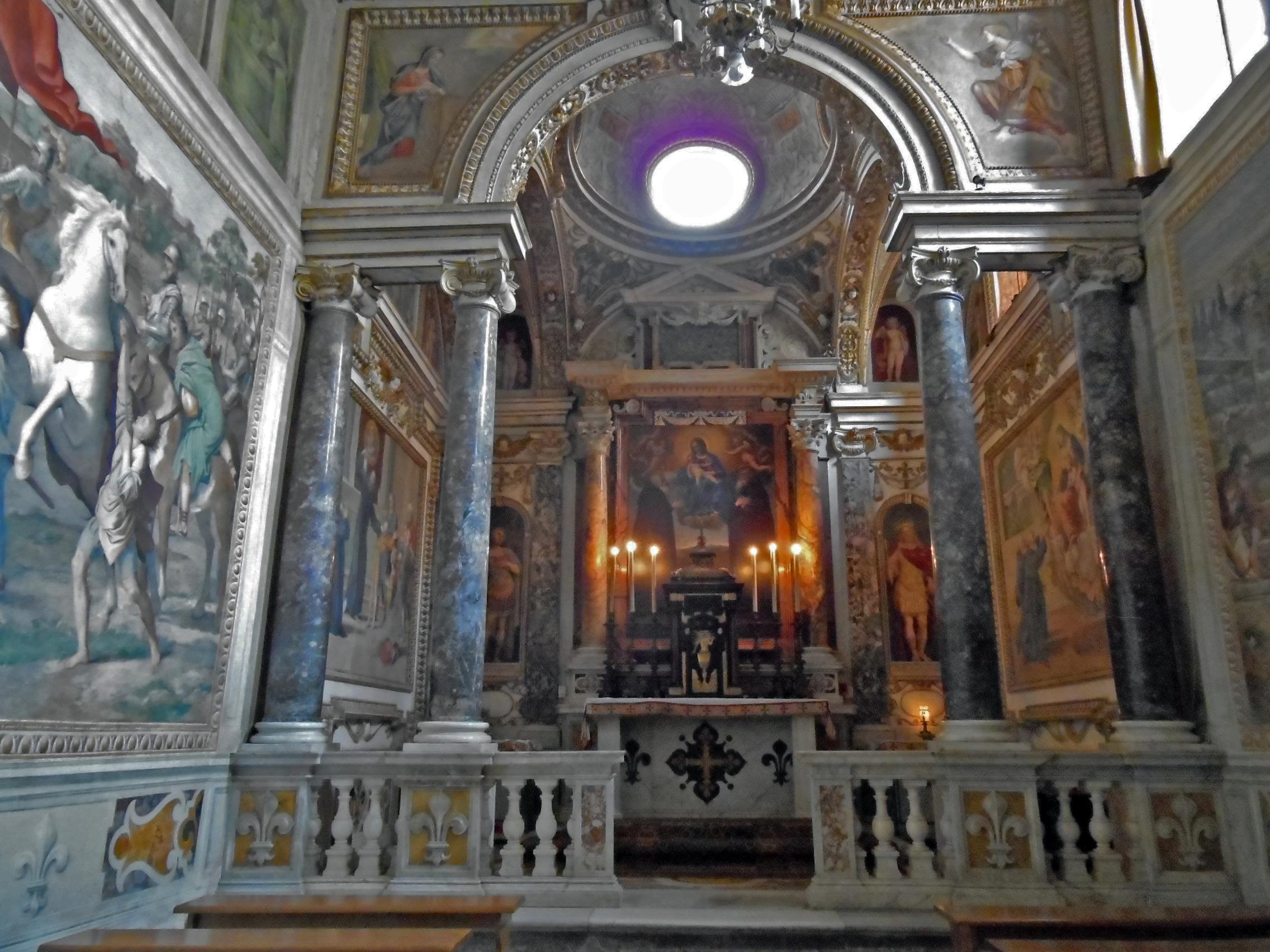
كابيلا فارنيزي (أبازيا دي سان نيلو)

يحتوي دير سانتا ماريا دي جروتافيراتا على عدة ساحات تؤدي إلى الرواق الشهير الذي صممه أنطونيو دا سانغالو الأصغر، مع رواق من تسعة خلجان مدعومة بأعمدة رفيعة مع عواصم عصر النهضة.
من كنيسة الدير التي كرسها جون التاسع عشر في عام 1024، يمكن رؤية القليل في الداخل باستثناء الفسيفساء الموجودة في الرواق وفوق قوس النصر، حيث تمت تغطية أو تدمير هياكل العصور الوسطى خلال «ترميمات» العديد من رؤساء الديرفي الثناء. تم الكشف عن بعض اللوحات الجدارية المجزأة من القرن الثالث عشر في عملية ترميم جزئية للكنيسة في عام 1904 للاحتفال بالذكرى السنوية الجديدة لها، عندما تم تشييدها كنيسة رومانية. تصور الفسيفساء الرسل الإثني عشر جالسين بجانب عرش فارغ، مما يستدعي صعود المسيح إلى السماء. دومينيتشينو جدارية الصورة، بتكليف من الكاردينال أودواردو فرنس في عام 1608، يمكن أن ينظر في كنيسة القديس نيلوس. أنيبال كاراتشي أعدم مذبح مادونا والطفل مع القديس نيلوس وسانت بارثولوميو.
يحمي الرواق الحديث الواجهة القديمة. بوابة رخامية تعلوها فسيفساء، مثال على الفن الإيطالي البيزنطي في القرن الثاني عشر. يوجد في الداخل جرن معمودية مدعوم على أسود مجنحة من القرن العاشر أو الحادي عشر. وتجدر الإشارة أيضًا إلى مبنى الجرم الروماني (القرن الثاني عشر)، الذي يضم خمسة طوابق من النوافذ ثلاثية الأقواس.
تحتوي مكتبة الدير، التي تحتوي على حوالي 50000 مجلد، على «لابوراتوريو دي ريستاورو» لحفظ الأوراق، والتي عُهد إليها بصيانة مخطوطة ليوناردو الأطلسية من مكتبة أمبروسيانا؛ تضم المكتبة كتابات القديس نيلوس وتلاميذه ونسخة نادرة من حسابات السفر المجمعة لألفيز كاداموستو، والتي طُبعت في أوائل القرن السادس عشر.
توفي البابا بنديكت التاسع ودفن في هذا الدير.

## علاقات دولية
جروتافيراتا توأمت مع:
- فانديوفر ليه نانسي، فرنسا
- بطمس، اليونان[2]
- بيت لحم، فلسطين
- بيسينيانو، إيطاليا
- براسيجليانو، إيطاليا
- أوريا، إيطاليا
- روفرانو، إيطاليا
- روسانو، إيطاليا
- سانت إيليا فيوميرابيدو، إيطاليا
- سان ماورو لا بروكا، إيطاليا

## اشخاص
- بافل تشيليتشو، فنان روسي
- ألويس هودال، أسقف نمساوي
- هناك دفن البابا بنديكت التاسع
- المباركة ماريا غابرييلا صغدو

## مناخ
النوع الفرعي لتصنيف مناخ كوبن لهذا المناخ هو «وكالة الفضاء الكندية» (مناخ البحر الأبيض المتوسط).

## انظر ايضاََ
- ميلانو
- فلورنسا
- البندقية

## روابط خارجية
- دير إكساركيك للقديسة ماري في جروتافيراتا نسخة محفوظة 13 ديسمبر 2013 على موقع واي باك مشين.
- دير القديس النيل باللغة الإيطالية
- الكاثوليك البيزنطيين في إيطاليا